# کالج آستین
کالج آستین (به انگلیسی: Austin College) یک مدرسه در ایالات متحده آمریکا است که در تگزاس واقع شده‌است.